# Interprovincial Championship 1976-77
El Interprovincial Championship de 1976-77 fue la trigésimo primera edición del torneo de equipos provinciales de la Isla de Irlanda, es decir tanto de la República de Irlanda como de Irlanda del Norte.

## Sistema de disputa
El torneo se disputó en formato de todos contra todos, otorgando 2 puntos por el triunfo, 1 por el empate y 0 por la derrota. El equipo que obtuviera más puntos al final del campeonato era declarado campeón.

## Desarrollo
- Tabla de posiciones:[1]

| Pos. | Equipo         | Encuentros | Encuentros | Encuentros | Encuentros | Tantos | Tantos | Tantos | Puntos |
| Pos. | Equipo         | PJ         | PG         | PE         | PP         | F      | C      | Dif    | Puntos |
| ---- | -------------- | ---------- | ---------- | ---------- | ---------- | ------ | ------ | ------ | ------ |
| 1.º  | Ulster Rugby   | 3          | 3          | 0          | 0          | 76     | 48     | +28    | 6      |
| 2.º  | Leinster Rugby | 3          | 2          | 0          | 1          | 54     | 49     | +5     | 4      |
| 3.º  | Munster Rugby  | 3          | 1          | 0          | 2          | 43     | 45     | -2     | 2      |
| 4.º  | Connacht Rugby | 3          | 0          | 0          | 3          | 16     | 47     | -31    | 0      |

|  | Campeón. |

### Resultados
| 1976 | Leinster | 12 - 6 | Munster |  |  |

| 1976 | Leinster | 21 - 7 | Connacht |  |  |

| 1976 | Munster | 13 - 6 | Connacht |  |  |

| 1976 | Ulster | 36 - 21 | Leinster |  |  |

| 1976 | Ulster | 27 - 24 | Munster |  |  |

| 1976 | Ulster | 13 - 3 | Connacht |  |  |

| Bandera de Irlanda   |
| Campeón Ulster       |
| Décimo cuarto título |